# Bernard Palissy

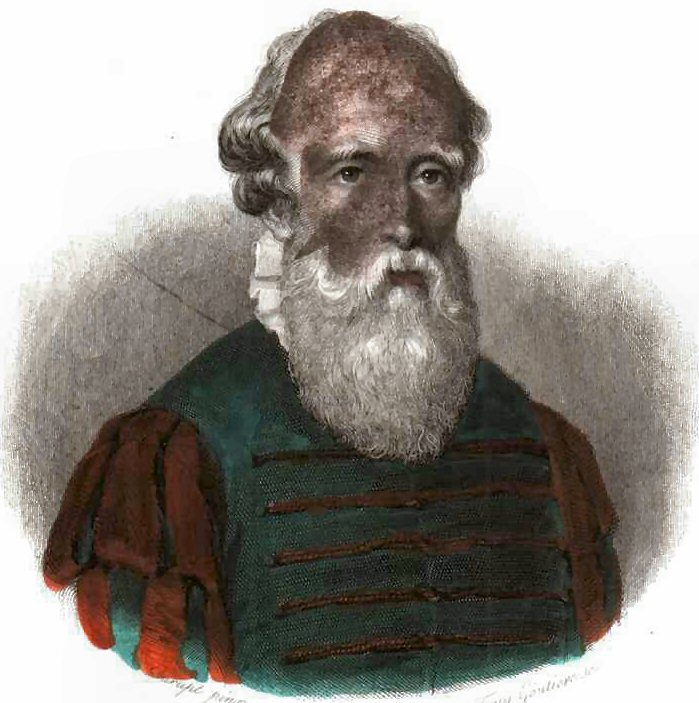
Bernard Palissy.

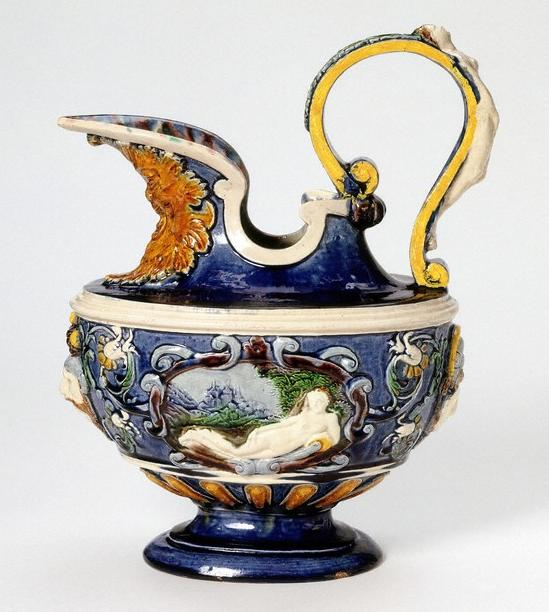
Kanna av Bernard Palissy omkring 1580-1590.

Bernard Palissy, född omkring 1510, död omkring 1589, var en fransk konstnär och keramiker.

## Biografi
Palissy föddes i staden Agen vid floden Garonne i sydöstra Frankrike. Han gick i lära att utbilda sig till glasmålare och kringvandrade som gesäll större delen av södra Frankrike. Återkommen till hemtrakterna gifte han sig och slog sig ned som glasmålare. Affärerna gick dock inte såsom han tänkt sig, och han fick försöka försörja sig på annat sätt, bland annat som lantmätare. Någon gång före 1540 lär en händelse inträffat som förändrade han liv, såsom han själv berättat i sina memoarer år 1580: Man visade mig en drejad och glaserad lerskål av sådan skönhet, att jag sedan dess började tvivla på min egen verksamhet, erinrade mig upprepade förslag som andra gjort mig på skämt då jag målade tavlor. Men då jag såg att man började tröttna på dem liksom att glasmåleriet aldrig haft någon efterfrågan, tänkte jag att om jag kunde finna ut sättet att framställa sådan glasyr, kunde jag göra fajanser och andra saker eftersom Gud givit mig förstånd på något inom figurmåleriet. Man har diskuterat vad för slags kärl Palissy såg, troligen var det inte någon av Henrik II:s fajanser från Saint-Porchaire, då dessa har en vanlig blyglasyr. Andra förslag har varit Italiensk Majolika med tennglasyr. Det är dock inte heller troligt, som tennglasyrens gåta vid den här tiden började spridas i Frankrike med invandrade Italienare. Troligen var de i stället just äkta porslin som Palissy hade sett.
Han började nu experimentera med att framställa en liknande massa, och över femton år fortsatte hans experiment. Något porslin lyckades han aldrig framställa, men han upptäckte den marmorerade glasyr, email jaspé, som blev ett av hans kännetecken. Han börjar arbeta med fat och andra föremål dekorerade med ödlor, ormar, fiskar, insekter, blad och stenar studerade efter naturen på ett sätt som ingen gjort tidigare. 1556 uppdrog hertig Anne de Montmorency att åt honom utföra en grotta, dekorerad med keramik. Arbetet tog flera år, och hertigen avled 1567 utan att grottan uppsattes i Écouen såsom var tänkt. Man har antagit att det är samma grotta som senare Katarina av Medici köpte av honom. Palissy blev senare anställd vid slottsbygget i Tuilerierna. Har började han allt mer att ansluta sig till den gängse konststilen. 1574 tvingades Palissy fly från Paris under Bartolomeinatten 1572 och bosatte sig därefter i Sedan, där han utgav sina Discours Admirables, en slags memoarer. Han kastades senare i fängelse och dömdes till landsflykt men vägrade. Han dömdes då till döden, men hans dödsdom verkställdes aldrig, och han avled någon gång kort före 1590.